# Круглово (Луховицкий район)
Круглово — деревня сельского поселения Астаповское в Луховицком муниципальном районе Московской области. До 2004 года входила в Городнянский сельский округ. В деревне по данным 2006 года постоянно живёт 109 человек.
Деревня Круглово расположена вблизи реки Оки, в 5 км от неё. Ближайшие маленькие речки — Матырка (исток в 2 км от деревни) и один из притоков реки Осётр (1,5 км от деревни). Рядом с деревней Круглово также находятся три небольших озёрца.
Ближайший населённый пункт к Круглово — Булгаково (1 км от деревни). Рядом с деревней Круглово расположен детский оздоровительный центр «Власьево».
В деревне в 2000-е годы была построена распределительная подстанция РП 10 кВ «Круглово», это было сделано для того, чтобы повысить надёжность снабжения электроэнергией потребителей Луховицкого района.

## Расположение
- Расстояние от административного центра поселения — посёлка совхоза «Астапово»
  - 9 км на северо-запад от центра посёлка
  - 20 км по дороге от границы посёлка (через Матыру, Асошники и Луховицы)
  - 11,5 км по дороге от границы посёлка(через Нововнуково и Астапово)
- Расстояние от административного центра района — города Луховицы
  - 12,5 км на юго-запад от центра города
  - 12,5 км по дороге от границы города (через Матыру и Асошники)

## Транспорт
Имеется регулярное пассажирское автотранспортное сообщение с административным центром муниципального района городом Луховицы и некоторыми сёлами самого Луховицкого района — через деревню проходит автобусный маршрут № 28 Луховицкого АТП: Луховицы — Круглово — Берхино.
Также ведётся строительство автомобильной дороги «„Круглово — Власьево — Широбоково“ — Горное». Эта дорога соединит многие сёла Луховицкого района и соседнего Зарайского района. Строительство этой автодороги должно было завершиться в 2007 году.

## Природа и отдых
Рядом с деревней Круглово находится детский оздоровительный центр «Власьево». Этот центр расположен в лесной зоне на берегу реки Осётр, он занимает территорию 7 гектар. В детском центре «Власьево» работают кинозал и библиотека, есть столовая, рассчитанная на 200 мест. Живут отдыхающие дети в двухэтажных домиках, которые зимой отапливаются. Для детей работают различные кружки и проводятся спортивные соревнования.